# Anarchosyndykalizm

Flaga używana przez anarchosyndykalistów

Anarchizm syndykalistyczny (anarchosyndykalizm) – doktryna polityczna i ekonomiczna powstała pod koniec XIX w. z inicjatywy Fernanda Pelloutiera i Georges’a Sorela, będąca syntezą anarchizmu, wolnościowego socjalizmu i komunizmu.

## Charakterystyka
Anarchosyndykalizm stanowi teorię anarchizmu, która łączy w sobie pogląd o znaczącej roli rewolucyjnych związków zawodowych lub syndykalizmu i traktuje je jako metodę uzyskania w systemie kapitalistycznym kontroli nad gospodarką i osiągnięcia wpływów w społeczeństwie przez pracowników. Zwolennicy tej teorii ekonomicznej uważają, że ułatwia ona samozatrudnienie pracowników i stanowi alternatywny, oparty na współpracy system gospodarczy o wartościach demokratycznych i produkcji skoncentrowanej na zaspokajaniu ludzkich potrzeb.
Podstawowymi zasadami anarchosyndykalizmu są solidarność, akcja bezpośrednia (działania podejmowane bez interwencji stron trzecich, takich jak politycy, biurokraci i arbitrzy) oraz bezpośrednia i uczestnicząca demokracja, a także samorządność robotnicza. Ostatecznym celem syndykalizmu jest zniesienie systemu płac, uznając go za niewolnictwo płacowe. Teoria anarchosyndykalistyczna w większości koncentruje się na ruchu robotniczym.
Anarchosyndykaliści uważają, że głównym celem państwa jest obrona własności prywatnej, a zatem przywileju gospodarczego, społecznego i politycznego, odmawiając większości jego obywateli możliwości korzystania z materialnej niezależności i wynikającej z niej społecznej autonomii. Odzwierciedlając filozofię anarchistyczną, z której czerpie swą pierwotną inspirację, anarchosyndykalizm koncentruje się na idei, że władza niszczy, a każda hierarchia, która nie może być etycznie uzasadniona, musi zostać zlikwidowana lub zastąpiona zdecentralizowaną egalitarną kontrolą.
Według anarchosyndykalistów, akcja bezpośrednia podejmowana przez robotników, w przeciwieństwie do działań pośrednich, takich jak wybór przedstawiciela na stanowisko rządowe, pozwoliłaby pracownikom osiągnąć prawdziwe wyzwolenie.
W teorii anarchosyndykalistycznej, organizacje robotnicze, które sprzeciwiają się systemowi wynagrodzeń, ostatecznie stworzą podstawę nowego społeczeństwa. Powinny one być samorządne, funkcjonować bez szefów ani „przedstawicieli związków zawodowych”; wyłącznie pracownicy powinni decydować o tym, co ich dotyczy. Rudolf Rocker jest jedną z najbardziej wpływowych postaci w ruchu anarchosyndykalistycznym.
Noam Chomsky, na którego wpływ miał Rocker, napisał wprowadzenie do nowoczesnego wydania anarcho-syndykalizmu: teoria i praktyka. Chomsky, często wyrażający swoją sympatię do anarchosyndykalisty, uważa za właściwe zastosowanie klasycznej liberalnej teorii politycznej we współczesnym społeczeństwie przemysłowym:

Aktualnie federalny, zdecentralizowany system wolnych stowarzyszeń, obejmujący zarówno instytucje ekonomiczne, jak i inne instytucje społeczne, byłby tym, co nazywam anarchosyndykalizmem; i wydaje mi się, że jest to odpowiednia forma organizacji społecznej dla zaawansowanego społeczeństwa technologicznego, w którym ludzie nie muszą być zmuszani do pozycji narzędzi, trybików w maszynie. Nie ma już żadnej społecznej konieczności traktowania ludzi jako elementów mechanicznych w procesie produkcyjnym; należy to przezwyciężyć i pokonać, jeśli chcemy osiągnąć społeczeństwo wolności i swobodnego stowarzyszania, w którym twórcze pragnienie, które uważam za nieodłączne od ludzkiej natury, będzie w stanie zrealizować się w dowolny sposób.

## Historia ruchu
Syndykalizm jako ruch robotniczy sięga swymi początkami okresu szybkiej industrializacji lat 1850–1914, związanej również ze wzrostem liczebności robotników przemysłowych. Stosunek anarchistów do syndykalizmu, poza Hiszpanią i Szwajcarią, był nacechowany rezerwą i obojętnością. Anarchiści nie mogli się pogodzić z wykorzystywaniem robotników przez partie polityczne szukające sobie w nich, za cenę pozornej poprawy sytuacji proletariatu, zaplecza wyborczego. Postrzegano również syndykaty jako twory zbyt duże w stosunku do niewielkich wspólnot wytwórczych, do których dążyli XIX-wieczni anarchiści. Sam Piotr Kropotkin, mając złe doświadczenia z angielskimi związkami, widział w nich jedynie forum propagandowe i możliwość stworzenia międzynarodowych grup oporu. Również sami związkowcy postrzegali anarchistów głównie jako rewolucjonistów, dążących do wszelkich zmian na drodze radykalnych działań.
Anarchiści przejęli z komunizmu ideę dobrowolnego zrzeszenia wytwórców i rzemieślników, pozostawiając ideę braku państwa i parlamentaryzmu. Anarchosyndykalizm aż do roku 1920 był tylko jedną z odmian wewnątrz ruchu anarchistycznego. Wnosił on skrajną negację wszelkich przejawów państwowości oraz centralnego sterowania, przeciwstawiając się również komunizmowi i występując z ostrą krytyką rządów w ZSRR po rewolucji październikowej. Sytuacja powoli zmieniała się pod koniec stulecia, w związku z wyrwaniem się związków spod wpływów partii politycznych i narastającego przenikania do nich anarchistów i socjalistów. Sam charakter syndykalizmu stał się z czasem coraz bardziej radykalny, zmierzając do celu, którym miał być strajk generalny, a następnie nowy porządek, w którym główną rolę decyzyjną miały sprawować syndykaty robotnicze. Pojawiają się wtedy pierwsze związki zawodowe (syndykaty). W wyniku braku poparcia ze strony społeczeństwa, anarchiści postanowili zwrócić się w stronę rosnącego w siłę ruchu związkowego.
Kluczowe dla ukonstytuowania się ruchu było utworzenie w 1895. Powszechnej Konfederacji Pracy (CGT). Organizacja zrzeszająca wszystkich francuskich wytwórców zaczęła działać dopiero w 1902. Cztery lata później syndykaliści ogłosili tzw. Kartę z Amiens, która stała się manifestem nowej ideologii i programem działania syndykalistów na całym świecie.

### Rozwój
Poprzez ulotki, plakaty, liczne wiece zachęcano ludzi, aby przyłączyli się do ruchu. Dzięki znajomościom w lewicowych wydawnictwach, syndykaliści zamieszczali tam swoje artykuły, gdzie dawali wykładnię nowej ideologii. Do włączenia się do ruchu zachęcano przede wszystkim: chłopów, emigrantów, młodych ludzi, robotników, rzemieślników, osoby wyrzucone z partii robotniczych, a także miejską bohemę, cyganerię, artystów i środowiska twórcze.
Ruch wyodrębnił się w końcu, w roku 1922, tworząc anarchosyndykalistyczne Międzynarodowe Stowarzyszenie Pracowników. Opierał się na przynależności robotników do dwóch związków zawodowych: zrzeszającego wytwórców z danego regionu (lokalnego) i zrzeszającego wytwórców z danej gałęzi gospodarki (zawodowego).

### Okres schyłkowy
Na powolny zanik ruchu anarchosyndykalistów złożył się szereg przyczyn. Rozrost ruchu pod koniec XIX i na początku XX wieku przyczynił się do zmniejszenia jego spójności. Niepowodzeniem skończyły się próby włączenia syndykalistów do II Międzynarodówki. Radykalizm pewnych grup i ich „postępowe” tezy skazały cały ruch na społeczną izolację. Powstawanie społeczeństwa obywatelskiego, tworzenie – obok związków zawodowych – stowarzyszeń spowodowało, że włączano się w akcje pozbawione silnego zabarwienia ideologicznego.

Symbol często używany przez anarchosyndykalistów – najeżony czarny żbik. Jest to odniesienie do dzikiego strajku, co po angielsku określane jest wildcat strike (dosłownie „uderzenie żbika”).

### W Polsce
Jedną z pierwszych osób, które popularyzowały idee anarchosyndykalizmu w Polsce oraz wśród polskiej emigracji, był Józef Zieliński. Współtworzył wiele inicjatyw społecznych w kraju i na emigracji. Był aktywnym działaczem Warszawskiego Koła Oświaty Ludowej i kluczową postacią paryskiego Towarzystwa Robotniczego „Solidarność”. Wraz z żoną stworzył Polski Uniwersytet Ludowy, współtworzył polską sekcję Ligi Wolnej Myśli. Opublikował kilkanaście broszur o mocnej wymowie społeczno-politycznej, redagował i wydawał pismo anarchistyczne „Najmita”, współpracował z Jeanem Gravem przy redagowaniu „Les Temps Nouveaux” – jednego z największych pism anarchistycznych we Francji. Po I wojnie światowej odszedł od anarchizmu. Jako urzędnik ministerialny działał na rzecz poprawy warunków pracy polskiego proletariatu.
W okresie międzywojennym ideologia anarchosyndykalizmu była obecna w Anarchistycznej Federacji Polski oraz niektórych oddziałach Związku Związków Zawodowych (ZZZ), gdzie działał m.in. Tomasz Pilarski. 13–14 marca 1938 odbył się IV Kongres ZZZ, który przyjął nową Deklarację Ideową, wykładnię polskiego syndykalizmu. Program związku postulował teraz bezklasowe społeczeństwo wytwórców, społeczny zarząd nad zakładami pracy, bezpartyjne związki zawodowe, strajk generalny jako metodę urzeczywistnienia celów związku i budowę nowego ustroju na podłożu polskim. Zarazem podkreślał swój patriotyzm głosząc troskę o los narodu i państwa, „budowanie nowego ustroju na podłożu polskim”, zachowanie niezależności od Międzynarodówek. Pomimo odwołań do patriotyzmu, owa deklaracja ideowa zbliżała związek coraz wyraźniej w stronę anarchosyndykalizmu.

#### II wojna światowa
We wrześniu 1939 anarchosyndykaliści wzięli udział w obronie Warszawy, wstępując do tworzonych przez partię socjalistyczną ochotniczych batalionów. Na front wyruszył też 30-osobowy oddział utworzony przez członków warszawskiego ZZZ, wywodzących się ze środowiska dawnych zwolenników Piłsudskiego. O utworzeniu antyhitlerowskiej konspiracji ZZZ zaczęto rozmawiać w październiku tego samego roku. Lecz już podczas pierwszego spotkania doszło do kłótni, kiedy jeden z liderów ZZZ Stefan Szwedowski sprzeciwił się projektowi kontynuowania współpracy z anarchistami. Jędrzej Moraczewski nie uczestniczył w zebraniu, ponieważ zdecydował się pozostawać poza konspiracją. Postanowiono zatem powołać dwie organizacje: Związek Syndykalistów Polskich (ZSP), zrzeszający ludzi akceptujących instytucję państwa i Syndykalistyczną Organizację „Wolność” (SOW), w której znaleźli się przedwojenni anarchosyndykaliści. Oddziały bojowe obu organizacji miały okazywać sobie pomoc. Część anarchosyndykalistów trafiła również do konspiracji na terenach okupowanych przez Związek Radziecki. W lutym 1940 po rozbiciu przez NKWD działającego we Lwowie Rewolucyjnego Związku Niepodległości i Wolności, musieli uciekać na tereny okupowane przez Niemców.
SOW była organizacją liczącą prawdopodobnie kilkuset zaprzysiężonych członków w Warszawie, Kielcach, Niewachlowie, Jędrzejowie, Skarżysku, Częstochowie i Krakowie. Należeli do niej głównie robotnicy fabryczni i inteligenci. Kierownictwo stanowił Komitet Centralny tworzony przez Zofię Hajkowicz-Brodzikowską, Wiesława Protschke, Jerzego Leszczyńskiego, Zygmunta Dymka i Kazimierza Zielińskiego. Dysponowano własną drukarnią, wydawano w Warszawie dwutygodnik „Walka Ludu” z poradnikiem wojskowym „Towarzysz Pancerny” i broszury programowe, a w Kielcach „Rewolucyjną Agencję Prasową”. Publicystyka organizacji była jednoznacznie antypaństwowa. Zarządzanie uspołecznionymi przedsiębiorstwami miało przejść w ręce rad zakładowych, a w miejsce państwowej administracji proponowano federację wolnych gmin. Władza byłaby sprawowana przez zebrania mieszkańców i delegatów z wiążącymi mandatami. Uspołeczniony miał być przemysł, handel, surowce, ziemia, banki i domy czynszowe. Armię miały zastąpić milicje ludowe. O policji pisano w następujący sposób: „Nie widzimy żadnej różnicy między aparatami policyjnymi pod wszystkimi szerokościami i długościami geograficznymi. Gdzie jest aparat policyjny, tam jest przywilej i ucisk, a z drugiej strony nędza i krzywda”.

Działalność bojowa przybrała największe rozmiary w Kielcach, gdzie dowodzony przez Stanisława Janysta oddział partyzancki SOW przeprowadzał napady na pociągi i posterunki żandarmerii. W maju 1943 anarchosyndykalistyczne oddziały wojskowe podporządkowały się Armii Krajowej, co uzasadniono potrzebą jedności w walce z nazizmem. Poprawnie układała się współpraca SOW z ZSP. Kiedy 5 lutego 1944 policja niemiecka po kilkugodzinnym oblężeniu zlikwidowała drukarnię SOW w Warszawie, ZSP oddała do dyspozycji anarchosyndykalistów jedną z własnych drukarni. 

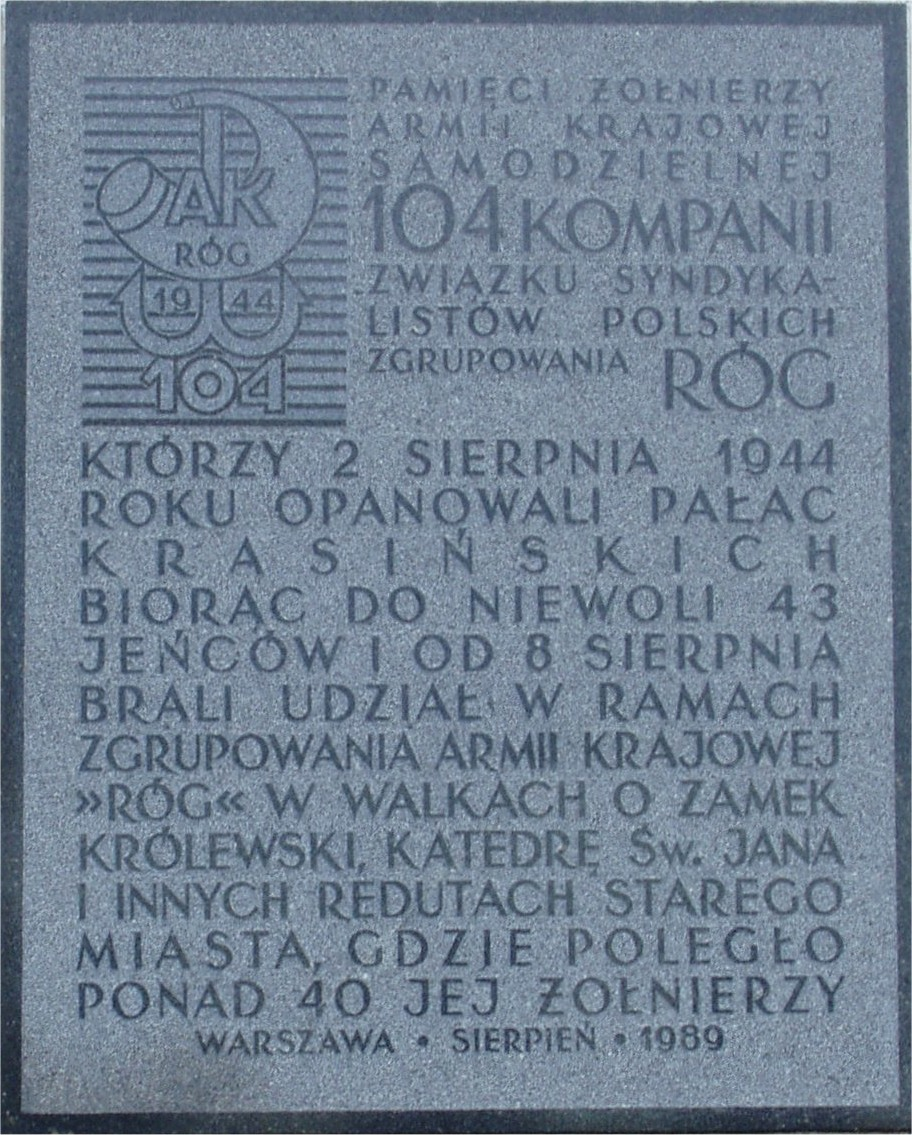
Tablica poświęcona 104 Kompanii Syndykalistów na ścianie Pałacu Krasińskich

Najważniejszym wydarzeniem w dziejach opisywanych organizacji było niewątpliwie Powstanie warszawskie. Członkowie SOW i ZSP walczyli w dwóch dzielnicach miasta. Na Starówce już 1 sierpnia 1944 została sformowana Samodzielna 104 Kompania Syndykalistów ZSP/AK, licząca 280 żołnierzy. Byli jedynym oddziałem w dzielnicy, który posiadał własną wytwórnię broni, szpital, piekarnię, własny transport żywności i leków. Kuchnia kompanii wydawała darmowe posiłki dla ludności cywilnej. Kontynuowano też druk „Iskry” i „Sprawy”.   Podczas powstania część żołnierzy 104. kompanii ZSP nosiło czerwono-czarne opaski na rękawie oraz czasem na hełmie(na drugim rękawie była opaska w barwach narodowych). Opaski syndykalistyczne występowały jednak tylko u części żołnierzy 104 kompanii(nie miał jej i nie wspomina o nich Stanisław Komornicki z 2 plutonu szturmowego w książce "Na barykadach Warszawy") jako że był to oddział zbiorczy podobnie jak wiele innych w powstaniu warszawskim).  Anarchosyndykalistyczne opaski spowodowały konflikt z żandarmerią AK, żądającą zaprzestania ich noszenia i zmiany nazwy oddziału na 104. kompanię AK Kompania syndykalistów broniła kilku barykad, a jej żołnierzy wysyłano na najbardziej zagrożone punkty oporu. Po 32 dniach walki przy życiu pozostało zaledwie 70-80 członków kompanii. 2 września byli ostatnim oddziałem, który kanałami wycofał się z dzielnicy.
Pod koniec sierpnia utworzono w dzielnicy Śródmieście Brygadę Syndykalistyczną, do której wstąpili członkowie SOW, ZSP i uratowani z getta członkowie Anarchistycznej Federacji Polski (AFP), wcześniej walczący w oddziałach AK i Polskiej Armii Ludowej (PAL). Czarno-czerwoną flagę uznano za oficjalną barwę oddziału. 2 września dołączyły do nich niedobitki Kompanii Syndykalistów ZSP i grupa węgierskich Żydów. Stan osobowy brygady wzrósł do 256 ludzi. Utworzono kolegialne kierownictwo w ramach Syndykalistycznego Porozumienia Powstańczego (SPP), w którym przewagę uzyskali anarchosyndykaliści (Tomasz Pilarski, Edward Wołłonciej, Paweł Lew Marek). Wydawano gazetę „Syndykalista”, której redaktorem był Paweł Lew Marek, przedwojenny sekretarz krajowy AFP. Dowództwo AK powierzyło brygadzie jedną z barykad do obrony. W połowie września z inicjatywy SOW odbyła się konferencja z udziałem partii lewicowych oraz stalinowskiej Polskiej Partii Robotniczej (PPR). Anarchosyndykaliści próbowali przekonać pozostałych do swojej „Platformy ruchu zawodowego w Polsce” i zasad demokracji bezpośredniej. Bezskutecznie.

#### Polska Ludowa
Z ocalałych anarchistów i najbardziej zaufanych działaczy SOW utworzono pod koniec 1945 tajną Federację Polskich Anarcho-Syndykalistów (FPAS). Członkowie tej niewielkiej organizacji wstępowali do partii politycznych i związków zawodowych, żeby tam prowadzić wolnościową propagandę. Założono legalną spółdzielnię wydawniczą „Słowo” w Łodzi, która do 1949 publikowała książki Piotra Kropotkina. Członkowie dawnego ZZZ, któremu nie pozwolono na wznowienie działalności, zdobywali zaś mandaty w wyborach do rad zakładowych na Śląsku i w Łodzi, gdzie startowali jako kandydaci bezpartyjni. W latach 1945–1947 rząd zadecydował o odebraniu radom wszystkich uprawnień, przekazując je dyrekcjom i uległym wobec władz związkom zawodowym.
W latach 1947–1949 władze spacyfikowały ruch pracowniczy, opozycję polityczną wystrzelano lub powsadzano do więzień, a spółdzielnie upaństwowiono. Od 1950 obowiązywała ustawa „O karach za naruszenie socjalistycznej dyscypliny pracy”. Tylko w 1952 aresztowano na jej podstawie 2 tysiące robotników. FPAS rozwiązała się około 1950, nie widząc dalszej możliwości działania. W tym samym czasie dobiegła końca działalność kooperatywistów. Zamknięto prowadzoną przez nich Szkołę Spółdzielczości w Krakowie, rozwiązano Federacyjną Spółdzielnię Pracy „Portowiec” na wybrzeżu i krakowską Spółdzielnię „Czytelnik”, a czołowych przedstawicieli tego nurtu objęto zakazem publikowania. Przez następne 30 lat nie było w Polsce ruchu anarchistycznego. „Zagrożenie anarchosyndykalistyczną utopią” pojawiało się natomiast w wypowiedziach pierwszych sekretarzy partii komunistycznej, którzy straszyli nim przy okazji robotniczych strajków i demonstracji.

## Współczesność
Współcześnie największe anarchosyndykalistyczne organizacje działają w Hiszpanii w postaci Powszechnej Konfederacji Pracy (CGT) i CNT. Liczba członków w samym CGT wynosiła 100 000 w 2018. Regionami o największej liczbie zrzeszonych w CNT są: Madryt i okolice, Północ (kraj Basków), Andaluzja, Katalonia oraz Baleary. CNT sprzeciwia się modelowi wyborów związkowych i komitetów zakładowych, jest krytyczny wobec reform pracy oraz działań Unión General de Trabajadores (UGT) i Komisji Robotniczych (CC.OO.).
Obecnie największymi międzynarodowymi federacjami zrzeszającymi związki i organizacje o orientacji anarchosyndykalistycznej są Międzynarodowe Stowarzyszenie Robotników (IWA) oraz Czerwono-Czarna Koordynacja (RBC).
Współcześnie w Polsce do ideologii anarchosyndykalizmu odwołują się Ogólnopolski Związek Zawodowy „Inicjatywa Pracownicza” oraz Związek Syndykalistów Polski.
Przykłady współcześnie działających organizacji anarchosyndykalistycznych (poza wyżej wymienionymi):
- Robotnicy Przemysłowi Świata
- Centralna Organizacja Szwedzkich Robotników
- Freie Arbeiterinnen- und Arbeiter-Union
- Solidarity Federation
- Norsk Syndikalistisk Forbund
- Anarhosindikalistička inicijativa
- Awareness League

## Wybrani teoretycy
- Georges Sorel
- Fernand Pelloutier
- Antonio Labriola
- Édouard Berth